# 永沼秀文
永沼 秀文（ながぬま ひでふみ、1866年11月10日（慶応2年10月4日） - 1939年（昭和14年）2月1日）は、日本の陸軍軍人。陸士旧8期。
栄典は正四位勲二等功三級。最終階級は陸軍中将。
日露戦争において騎兵挺進隊隊長を務めた、いわゆる永沼挺進隊の指揮官である。

## 生涯

### 陸軍軍人
父は仙台藩藩士で明治維新後は教員を務めた永沼秀実である。士官学校旧8期を卒業し、騎兵少尉に任官した。永沼は軍務局副課員、同課員を務めたほかは騎兵の実施部隊に属し、また陸軍騎兵実施学校戦術学生時代に校長の秋山好古から教育を受けた。秋山は騎兵挺進活動について教えているが、騎兵挺進活動とは「小部隊で主力から遠く離れ敵の後方に行動し、主要施設の破壊や司令部等の襲撃に任ずる部隊」を意味する。日清戦争時の永沼は宇品運輸通信部員として後方支援を行っている。1902年（明治35年）11月、騎兵中佐に進級し、弘前に所在する騎兵第八連隊の連隊長に就任する。永沼はこの時期に騎兵挺進活動の研究に励んだ。
在職のまま日露戦争の開戦を迎えるが、騎兵第八連隊の属す第八師団は総予備として初期の戦闘には参加せず、戦場に至ったのは遼陽会戦の後である。1904年（明治37年）12月、永沼は満州軍総司令部に騎兵挺進隊による奉天以北の線路爆破を提案するが、総参謀長児玉源太郎はこの提案を受け入れなかった。しかし第二軍司令官の奥保鞏が賛意を示し、永沼騎兵第八連隊は第二軍隷下の秋山支隊に転属となった。

### 永沼挺進隊

#### 編成
12月25日、秋山好古は永沼を指揮官とする騎兵挺進隊の編成を命令する。この際騎兵第十四連隊（豊辺新作連隊長）附少佐であった長谷川戍吉は、脱走して参加する意思を永沼に打ち明けたが永沼は諌めている。長谷川は永沼の第一挺進隊に続く第二挺身隊を指揮することとなった。第一挺進隊、いわゆる永沼挺進隊は第八騎兵連隊を主体に他の連隊からも人員を選抜し、総員176名で構成された。内訳は本部が看護卒、通訳を含め19名、第一中隊は浅野力太郎大尉以下78名、第二中隊は中屋重業大尉以下78名である。このほか日本軍の中佐を指揮官とする馬賊の協力も予定されていた。秋山は挺進隊の行動開始前に二組の将校斥候を派遣し、挺進隊の活動が可能であるか確認を行っている。

#### 挺進騎兵
1905年（明治38年）1月9日、永沼挺進隊は長春付近での交通線破壊を目的に蘇麻堡を出撃した。秋山は送り出す際「騎兵の真価を認めさすことになるのだ」と語っている。ロシア軍では同日にミシチェンコ騎兵団が行動を開始しているが、永沼によれば「真に偶然」であった。
新開河橋梁
挺進隊は途中戦闘を交えながら長春南方に進出し、2月12日に新開河橋梁の爆破作業を行った。しかしロシア兵に発見され戦闘となり、第一中隊はロシア斥候を撃退、第二中隊は監視小屋に突入して格闘戦となり、田村馬造少尉、望月上等兵は戦死した。挺進隊はこの間に騎兵用爆薬600個に相当する爆薬を仕掛けたが、全ては爆発せず、爆破効果は13時間後（17時間とも）に復旧される規模にとどまり、物的には大きなものではなかった。ロシア側は日本軍の戦死者2名について、その墓標に「神よ平和を与え給え」と記し丁重に埋葬した。この墓標の存在によってポーツマス会議では永沼挺進隊の進出地点までが日本軍占領地として認められ、長春以南の東清鉄道割譲に結実する。なお馬賊は別の個所でレール五箇所などを爆破した。
張家窪子の戦闘
挺進隊は負傷者を抱えつつ移動したが、ロシア軍騎兵に発見され、砲撃も受けるようになった。永沼は騎兵同士の格闘戦を決意し、2月14日、まず砲に向けて突撃したが、この敵は後退し徒歩戦に移る。夜に至り永沼は乗馬突撃を命じ、騎兵同士の格闘戦が生起した。日本側70名対ロシア側約200名の戦闘はロシア側の退却で終わったが、挺進隊は戦死18名、負傷44名の損害を受けた。
永沼は健在な兵力が減少したため、負傷者を大蘭営子に留めて治療させ、さらに部隊を再編し、小部隊ごとの兵站、通信線攻撃を実施した。奉天会戦が戦われたことは知らずにいたが、会戦の情報がもたらされたことで挺進隊は帰還の途に就き、解散は3月29日であった。永沼挺進隊の作戦行動は編成以来84日、距離約2000kmにおよび、永沼挺進隊には感状が授与された。永沼に対しては個人感状および功三級が授与されている。

#### 評価
新開河橋梁の爆破は挺進隊の規模合計15000名余という風説をうみ、ロシア満州軍総司令官クロパトキン大将に自軍の側方、後方に脅威を抱かせ、兵力約30000名を奉天後方の守備にあてることとなった。永沼挺進隊、長谷川挺進隊の作戦行動は奉天会戦における第三軍（乃木希典司令官）の行動を助ける効果を挙げたのである。『日本騎兵八十年史』の筆者は、永沼がその作戦行動中にみせた気迫を、「この気迫あったればこそ、大偉業は成し遂げられた」と評し、陸軍大学校教官の谷寿夫も永沼の「寡黙と沈着と且つその剛胆はよくその任務を達成せしなり」と評している。

### 戦後
騎兵大佐に進級し、復員後は騎兵第十三連隊長を経て1912年（明治45年）4月、少将に進級。騎兵第一旅団長に補され、1917年（大正6年）8月に中将に進級するまで在任。中将進級と同時に待命、12月に予備役に編入された。
日露戦争13回忌に際しては、往時の戦場を訪れ慰霊を行っている。 
第八師団副官として日露戦争に出征し、永沼挺進隊本部の一人として戦った宮内英熊（のち陸軍少将）は永沼の娘婿となった。

## 親族
- 妻 - 貴族院議員仁尾惟茂の妹
- 娘婿 - 今泉利清 海軍大佐（海兵36期）[1]
- 娘婿 - 宮内英熊 陸軍少将（陸士10期）[1]

## 軍歴
- 1886年（明治19年）6月 - 陸軍士官学校卒業、騎兵少尉、騎兵第一大隊附
- 1888年（明治21年）11月 - 騎兵中尉
- 1892年（明治25年）

4月 - 軍務局副課員
12月 - 騎兵大尉
- 1893年（明治26年）8月 - 軍務局課員
- 1894年（明治27年）6月 - 宇品運輸通信支部員
- 1895年（明治28年）9月 – 騎兵第六大隊中隊長
- 1898年（明治31年）

3月 - 騎兵第十一連隊中隊長
10月 - 騎兵少佐
- 1899年（明治32年） - 騎兵第六連隊附
- 1902年（明治35年）11月 - 騎兵中佐、騎兵第八連隊長
- 1905年(明治38年）7月 - 騎兵大佐
- 1906年（明治39年）3月 - 騎兵第十三連隊長
- 1912年（明治45年）4月 – 陸軍少将、騎兵第一旅団長
- 1917年（大正6年）

8月6日 - 陸軍中将、待命
12月1日 - 予備役
- 1929年（昭和4年）4月1日 - 後備役

## 栄典
位階
- 1886年（明治19年）11月27日 - 正八位[9]
- 1905年（明治38年）10月10日 - 従五位[10]
- 1910年（明治43年）12月10日 - 正五位[11]
- 1915年（大正4年）12月28日 - 従四位[12]
- 1917年（大正6年）12月28日 - 正四位[13]

勲章等
- 1901年（明治34年）11月30日 - 勲五等瑞宝章[14]
- 勲三等旭日中綬章
- 勲二等瑞宝章
- 功三級金鵄勲章

外国勲章等佩用允許
- 4等オスマニエ勲章（en）
- 4等メディジディー勲章（en）1891年（明治24年）9月28日[15]
- タイ王冠勲章コンパニオン

## 関連書籍
- 島貫重節『あゝ 永沼挺進隊（上） （下）』原書房。
- 寺田金蔵、小野謙一編『第八師団戦史』